# Sinead Jack-Kisal
Sinead Jack-Kisal, född Jack 8 november 1993 i Mount Hope, Trinidad och Tobago är en volleybollspelare (center).
Jack spelar med Trinidad och Tobagos landslag sedan 2007. Hon har spelat med klubbar i Polen, Ryssland, Turkiet och Sydkorea. Med Chemik Police blev hon både polsk mästare och polsk cupmästare 2020/2021. Sedan 2022 är hon turkisk medborgare.